# Herald Sun
Le Herald Sun est un journal du matin australien publié au format tabloïd à Melbourne. Il est édité par le groupe The Herald and Weekly Times Ltd (HWT), une filiale de News Limited possédée par la News Corporation de Rupert Murdoch. Le journal est publié à Melbourne et dans tout l'État du Victoria et possède de nombreux articles en commun avec les autres journaux du groupe notamment ceux publiés en Australie.
Le Herald Sun est le journal qui a le plus fort tirage d'Australie avec un tirage quotidien de 551 100 exemplaires et 1 500 000 lecteurs quotidiens.[réf. souhaitée]